# Rha
Rha is een buurtschap in de gemeente Bronckhorst in de Nederlandse provincie Gelderland.
Het heeft een kleine 75 inwoners en in 1996 hebben Rha en het nabijgelegen Olburgen samen hun 1000-jarig bestaan gevierd.
In Rha bevindt zich de beltmolen De Hoop, een maalvaardige korenmolen die op de 1e en 3e zaterdag van de maand te bezoeken is.
Het proeflokaal van bierbrouwerij Bronckhorster Brewing Company bevindt zich in Rha, hier wordt tevens het bier gebrouwen.

## Zie ook

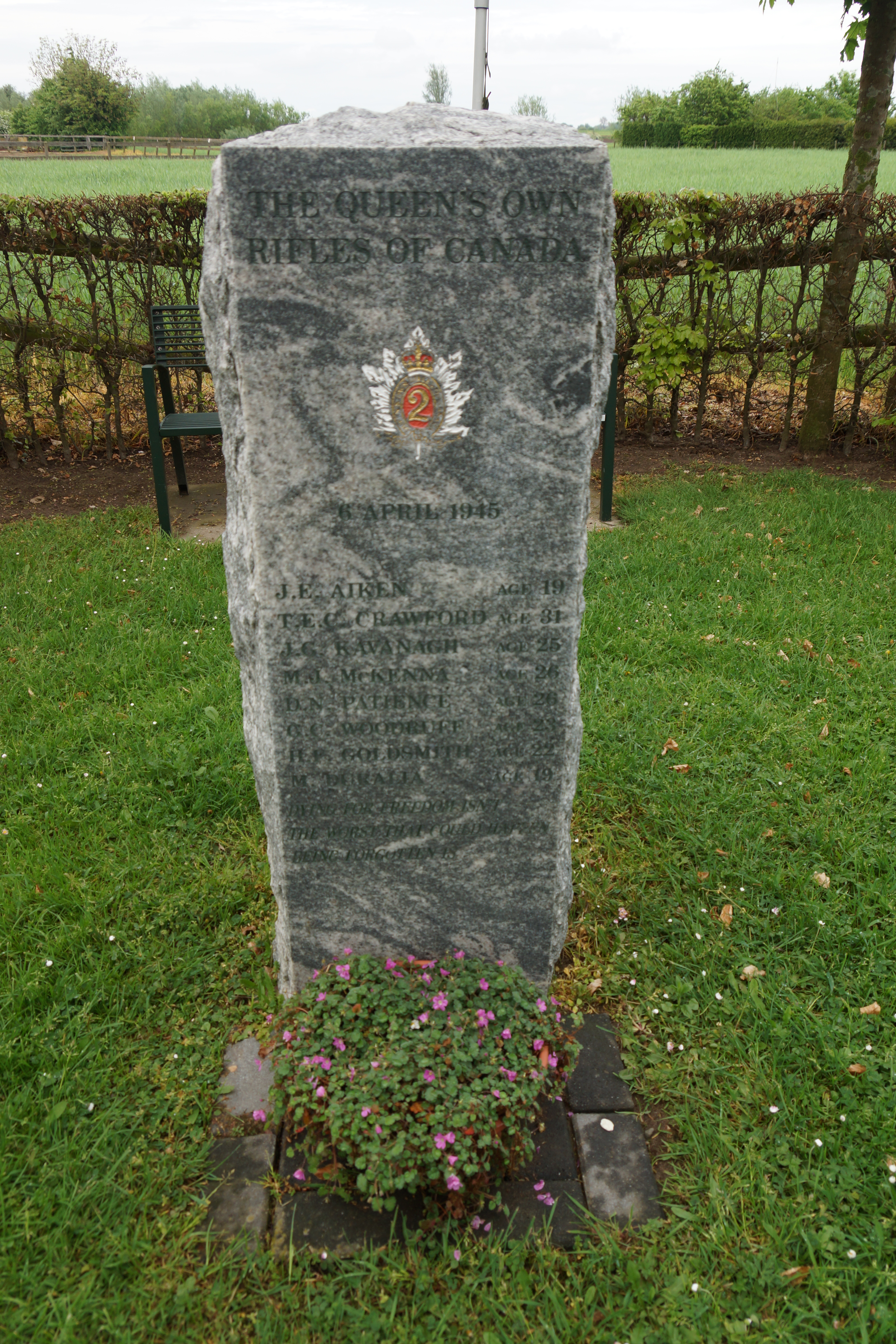
Rha: Monument voor de Canadese Queen's own Rifles